# Christopher Tin
Christopher Tin (*1976) je americký hudební skladatel čínského původu. Zaměřuje se na klasickou hudbu a world music. Skládá hudbu pro filmy, videohry i reklamy.
V roce 2011 získal dvě ceny Grammy za své crossover album Calling All Dawns: jednu za samotné album v kategorii Best Classical Crossover Album a druhou v kategorii Best Instrumental Arrangement Accompanying Vocalist(s) za „Baba Yetu“, titulní skladbu alba.
„Baba Yetu“ byla složena jako úvodní píseň Civilization IV z roku 2005. K této sérii se Tin vrátil v roce 2016, kdy složil skladbu „Sogno di Volare“ pro Civilization VI, opět pro intro hry.